# ما برگشتیم! داستان یک دایناسور
ما برگشتیم! داستان یک دایناسور (انگلیسی: We're Back! A Dinosaur's Story) فیلمی انیمیشن آمریکایی است که در سال ۱۹۹۳ بر اساس کتاب کودکان هادسون تالبوت و به همین نام در سال ۱۹۸۷ ساخته شده و در ۲۴ نوامبر ۱۹۹۳ در سینماها اکران شد.